# 萨拉丁大道
萨拉丁大道又譯萨拉赫丁公路，是位於巴勒斯坦國加沙地带的一條公路。它的長度超过45公里，往南可以抵達拉法口岸，往北可以抵達埃雷兹口岸。萨拉丁大道中的薩拉丁指的是12世纪阿尤布王朝的第一位蘇丹萨拉丁。 
1967年至2005年期間，由於當時加沙地帶被以色列占领，萨拉丁大道大部分路段禁止巴勒斯坦人通行，而且該道路還被以色列當局編入4號公路。萨拉丁大道沿途有12个检查站由以色列國防軍控制。 阿克萨群众起义期间，除了一小部分路段外，以色列的車輛也不能駛入該道路。哈马斯通過加沙之戰控制了加沙地帶後，这些检查站全部由哈馬斯控制。 